# Himlen är blå
 Himlen är blå är ett samlingsalbum av den svenske bluesmusikern Rolf Wikström, utgivet på skivbolaget Carlton Home Entertainment 1996.

## Låtlista
Där inte annat anges är låtarna skrivna av Rolf Wikström.
1. "Kom till mig kvinna"
2. "I folkviseton (Mitt hjärta är ditt)"
3. "Du är så jävla vacker"
4. "Bedragen och besviken" (Otis Rush, svensk text Wikström)
5. "Du kommer att ångra dig"
6. "Sluta upp med att ge mig skulden"
7. "En helvetes vacker kvinna (Blues)"
8. "Bortom synd och skam"
9. "Jorden är ett dårhus" (Percy Mayfield, svensk text Wikström)
10. "Bädda med rena lakan"
11. "I denna värld"
12. "Himlen är blå"

### Fotnoter
1. 1 2  ” Himlen är blå”. Svensk mediedatabas. http://smdb.kb.se/catalog/search?q=Rolf+Wikstr%C3%B6m&x=0&y=0. Läst 9 januari 2013.